# 涅朵奇卡·涅茨瓦诺娃
《涅朵奇卡·涅茨瓦诺娃》（俄语：Неточка Незванова；也译《涅朵琦卡》、《涅托奇卡·涅兹万诺娃》）是作家費奧多爾·陀思妥耶夫斯基的一部未完成小说。英语译者简·肯蒂什（Jane Kentish）认为，出版的这一部分“至多只是小说的序幕部分”。陀思妥耶夫斯基自1848年开始创作这部小说，最先完成的部分于1849年底出版。而后，他因参与彼得拉舍夫斯基小组而被流放西伯利亚，之后中断了创作，导致这部小说最终没有完结。
这部小说采用成長小說的形式，描写出同名女主人公涅朵奇卡·涅茨瓦诺娃成人后对自己旧时经历的回忆。

## 情节概况
该作品依女主人公的先后经历，共分为三部分。小说首先交代的是涅朵奇卡童年时期在圣彼得堡与父母生活的一段故事；主人公的父亲叶菲莫夫被描绘成一位精神疯癫的天才音乐家，深深影响了主人公性格的形成；该部分直到涅朵奇卡父母的去世而结束。其后，涅朵奇卡被一位公爵收养，并与其女儿卡嘉坠入爱河。之后，卡嘉被接走，故事的最后一部分写出十几岁的涅朵奇卡被卡嘉的姐姐亚历山德拉·米海洛夫娜（及其丈夫彼得·亚历山德罗维奇）收养及其后的几处情节。

## 议题

### 艺术与艺术家
艺术与艺术家（以浪漫主义艺术家尤为突出）的地位是当时常见的文学议题，而《涅朵奇卡》是陀思妥耶夫斯基对该问题的看法。据约瑟夫·弗兰克所述，陀思妥耶夫斯基的最终目的是“创造出一位‘集对艺术和最高道德社会理想的奉献于一身’的人物”（即该作品的主人公），但并未完成；作者“既否定小说中叶菲莫夫这类具有利己主义特性的浪漫主义者，也拒绝具有唯物主义特性、只关注功利和实用的别林斯基等人”:114。

### “妇女问题”
小说中的另一个主题是当时所谓的“妇女问题”。作者意欲描写一位身具才华、意志坚定，并且拒绝落入深渊的“正面”女性人物:115，而当时更常见的女性人物是遭遇不公对待的受害者。